# La Cañada del Arroz
La Cañada del Arroz är en ort i Mexiko.   Den ligger i kommunen Copala och delstaten Guerrero, i den södra delen av landet, 300 km söder om huvudstaden Mexico City. La Cañada del Arroz ligger 36 meter över havet och antalet invånare är 229.
Terrängen runt La Cañada del Arroz är huvudsakligen platt, men norrut är den kuperad. Runt La Cañada del Arroz är det ganska tätbefolkat, med 54 invånare per kvadratkilometer. Närmaste större samhälle är Copala, 12,6 km väster om La Cañada del Arroz. Omgivningarna runt La Cañada del Arroz är en mosaik av jordbruksmark och naturlig växtlighet.